# Matematikai struktúra
A matematikai struktúra a modern, huszadik századi matematika egyik legfontosabb fogalma a halmaz fogalma mellett, melyek teljesen átalakították a matematikát. Maga a struktúra is halmazelméleti fogalom, lényegében egy halmazrendszert jelent, amely egy alaphalmazt, valamint relációk, műveletek és függvények halmazait tartalmazza.
A struktúrafogalom alapjául szolgáló halmazelméletet az 1870-es években fedezték fel, ahogyan az első struktúratípusokat is ez időszakban kezdték vizsgálni (például a csoportok elméletének alapjait az 1830-as években rakta le Galois, és halála miatt 1846-ban publikálta Joseph Liouville); a struktúrafogalom felfedezésének és fontossága felismerésének (a strukturalista irányzat megalapításának) évét pedig az 1935-re, a francia Bourbaki-csoport megalakulásának időszakára tehetjük. A Bourbaki-csoport strukturalistái rájöttek, hogy a matematika minden tudományága és minden elmélete szinte kivétel nélkül felfogható, mint egy speciális struktúra vagy egy struktúratípus vizsgálata (a legkomolyabb, de nem súlyos kivétel a kombinatorika). A matematika ilyen felfogását nevezzük (matematikadidaktikai) strukturalizmusnak.
Lényegében kimondhatjuk, a struktúrafogalom alkalmazásával e matematikuscsoportnak sikerült elérnie legfőbb, kitűzött célját, a modern matematikának az ókori Eukleidészhez hasonlóan precíz és egységes megalapozást adni. Bár konkrét struktúratípusokat már ezt megelőzően is ismertek; az egész matematika egységesítése azonban lassú, és csak a huszadik században betetőződő folyamat volt.
Mára egyébként, különféle okok miatt a strukturalizmus, különösen az elemi matematikaoktatásban, visszaszorulóban van, de bizonyosra vehető, hogy még jó ideig ez lesz az a keret, amelyben a matematikai elméletek megfogalmazódnak. Nemcsak a matematikusok kezdenek vizsgálni jelenleg is újabb és újabb struktúratípusokat; hanem ezeket, lévén nem pusztán a valóságtól elrugaszkodott absztrakciók, a matematikán kívül a fizikában és egyéb alkalmazott tudományágakban is felhasználják.
Szóhasználati kérdés, de nem teljesen egyértelmű, hogy az izomorf struktúrákat teljesen azonosnak tekintjük-e, például egy mátrixcsoportról mondhatjuk-e, hogy az a harmadrendű diédercsoport, vagy pedig, hogy az egy harmadrendű diédercsoport. Varecza László magyar matematikus ezen a problémán "konkrét struktúra" és az "absztrakt struktúra" fogalompár bevezetésével igyekezett túljutni. Valamely, izomorf struktúrákat tartalmazó halmaz minden eleme egy konkrét struktúra (pl. egy konkrét harmadrendű diédercsoport), míg az összes struktúra osztályának vagy kategóriájának az izomorfia mint osztály-ekvivalenciareláció segítségével képezett osztályfelbontásának az a tagja, amelybe a konkrét harmadrendű diédercsoportok tartoznak, egy absztrakt struktúra. Az absztrakt struktúrákat az izomorfizmus nem képes megkülönböztetni, a konkrétakat, a tartóhalmazok különbözősége miatt, igen.

## Definíció

### Áttekintés
Ha egy halmaz elemeivel végezhetünk valamilyen műveletet, műveleteket akkor ezt a halmazt strukturáltnak mondjuk (azaz van egyfajta matematikai szerkezete). Ha több halmaz műveletei azonos tulajdonságúak, akkor azt mondjuk, hogy ezen halmazok struktúrája azonos az adott műveletekre nézve. Több azonos, konkrét struktúra általánosítása az absztrakt matematikai struktúra (típus). Egy példa egyszerű struktúrára: a kapcsolók, a csapok, a tranzisztorok, a halmazok, a (logikai) állítások műveletei azonos szerkezetűek. E halmazoknak az elemeik különböznek, de struktúrájuk egyezik. Vö.: halmazműveletek, logikai műveletek, Boole-algebra.
Kárteszi Ferenc professzort idézve: Egy halmazt az elemein értelmezett műveletek szervezik struktúrává.

### Klasszikus változat
A struktúrafogalom sokat bővült az idők folyamán, és több változata alakult ki (a folyamat ma is tart). Az alapvető, legegyszerűbb fogalmat klasszikus matematikai struktúrának kereszteltük el – e cikk terminológiájával e típusba a homogén, egyfajtájú vegyes/többszörös [topologikus, relációs, algebrai] struktúrák tartoznak.
Egy
ötelemű halmazrendszert (klasszikus értelemben vett) matematikai struktúrának nevezünk az {\displaystyle U} halmaz (a struktúra univerzuma) felett, ha első tagja maga {\displaystyle U}, a második e halmaz feletti halmazrendszerek egy rendszere, a harmadik tag {\displaystyle U} feletti {\displaystyle \rho } relációk-, a negyedik {\displaystyle U} feletti {\displaystyle \mu } függvények rendszere, végül az ötödik tag pedig egyszerűen {\displaystyle U} egy részhalmaza, vagy (bonyolultabban felfogva) egy {\displaystyle U} feletti elemrendszer.

#### A definíció részletesebben
- {\displaystyle U} tetszőleges halmaz, az univerzum vagy tartóhalmaz (esetleg: alaphalmaz) rá nézve semmilyen (számossági vagy egyéb) korlátozást tenni nem szokásos; elemeit gyakran kis latin betűkkel jelöljük: {\displaystyle U=\left\{u_{1},u_{2},\dots ,u_{i},\dots ,u,v,w,x,y,z,\dots \right\}} .
- {\displaystyle {\mathcal {T}}=\left({\mathcal {T}}_{i}\right)_{i\in I}\in {\mathcal {P}}\left({\mathcal {P}}\left(U\right)\right)^{I}}, a struktúra „topológiai része” olyan halmazrendszer, melynek minden tagja {\displaystyle {\mathcal {T}}_{i}\subseteq {\mathcal {P}}\left(U\right)} az {\displaystyle U} valamilyen halmazcsaládja (lehetséges halmazcsalád helyett halmazrendszert is mondani – de ha {\displaystyle {\mathcal {T}}} -t halmazrendszerek egy rendszereként akarnánk definiálni, minden elemét {\displaystyle J_{i}} halmazzal indexelt {\displaystyle {\mathcal {T}}_{i}=\left(U_{j_{i}}\right)_{j_{i}\in J_{i}}} halmazrendszer formájában adva meg; még bonyolultabb felépítéshez jutnánk, és ez általában nem szükséges).
  - E halmazrendszer-rendszer biztosíthatja vagy jelentheti például a struktúra „topologikus” és „kombinatorikus” tulajdonságait (a szándékainktól, a vizsgálat céljától is függ, adott esetben mit jelent);
  - vagy pedig, ha például egyetlen halmazrendszerből, az {\displaystyle U} egy osztályfelbontásából áll, akkor a struktúra „többfajtájúságát” biztosítja, amit a matematikai logikában vagy a geometria „illeszkedési struktúráinak” definíciójakor lehet hasznosítani;
- {\displaystyle {\mathcal {R}}=\left(\rho _{k}\right)_{k\in K}\in \left(\bigcup _{n=1}^{\infty }{\mathcal {P}}\left(U^{n}\right)\right)^{K}} a struktúra „relációs része”; az univerzum fölött értelmezett valahány (véges) változós relációk (vagy predikátumok halmaza); tehát minden {\displaystyle \rho \in {\mathcal {R}}} elemhez léteznie kell olyan {\displaystyle n_{\rho }\in \mathbb {N} } számnak, hogy {\displaystyle \rho \subseteq U^{n}}; e szám a reláció aritása, változói száma (a reláció nulláris, unáris, bináris, ternáris stb. azaz null-, egy-, két-, három- stb. -változós, ha rendre n=0, n=1, n=2, n=3, {\displaystyle \dots });
  - Meg kell jegyeznünk, hogy „alapból” minden struktúrába beleértjük az univerzumon értelmezett egyenlőségi relációt (egységrelációt). Annyira, hogy nem is szoktuk belevenni a definícióba. Ez fölösleges is, mivel az univerzum megadásával egyértelműen megadtuk a rajta értelmezett egyenlőségi relációt, ez tehát nem megkülönböztető komponens.
- {\displaystyle {\mathcal {M}}=\left(\mu _{m}\right)_{m\in M}\in \left(\bigcup _{n=1}^{\infty }\left(U^{n}\right)^{U}\right)^{M}}, a struktúra „algebrai része” nem más, mint {\displaystyle {\mathcal {U}}} feletti valahány változós műveletek (tehát függvények) egy halmaza, azaz {\displaystyle M} minden eleme egy {\displaystyle f:U^{n}\mapsto U} művelet; ahol az {\displaystyle n_{f}\in \mathbb {N} } szám a függvény vagy művelet aritása; azaz változóinak száma; az utóbbiakkal kapcsolatos terminológia a relációkéhoz hasonló;
  - A relációk és függvények közti különbség nem lényeges, minden n-változós függvény tkp. egy n+1-változós reláció; u. is ha {\displaystyle f:X_{1}\times X_{2}\times \dots \times X_{n}\mapsto X;\left(x_{1},x_{2},\dots ,x_{n}\right)=x} tetszőleges n-áris függvény, akkor ehhez egyértelműen definiálható egy n+1-változós {\displaystyle \rho _{f}:=\subseteq X_{1}\times X_{2}\times \dots \times X_{n}\times X} reláció a következőképp: {\displaystyle \forall x_{i}\in X_{i},\ \forall x\in X:\rho _{f}\left(x_{1},x_{2},\dots ,x_{n},x\right):\Leftrightarrow f\left(x_{1},x_{2},\dots ,x_{n}\right)=x}. Az ilyen függvény-reláció párokat egymás asszociáltjainak nevezzük. Mellesleg ez nem nagy újdonság: a függvényfogalom definíció szerint a relációfogalom egy speciális esete (inkább csak a jelölés, a felfogás, a hangsúly különbözik).
- {\displaystyle {\mathcal {C}}\subseteq {\mathcal {U}}} az {\displaystyle {\mathcal {U}}} egy részhalmaza, mely bizonyos kitüntetett elemekből áll. Elemeit konstansoknak (vagy kitüntetett elemeknek) fogjuk nevezni. Gyakoribb, hogy e halmazt {\displaystyle {\mathcal {C}}=\left(c_{p}\right)_{p\in P}\in U^{P}} elemrendszerként definiáljuk, és ezúttal szükségesebb is, mivel a kitüntetett elemek sorrendje is fontossággal bír (például előbb szoktuk felsorolni a nullelemet, és aztán az egységelemet, ha ezek léteznek).

### Többfajtájú struktúrák
A fenti változattól két dologban tér el:
1. A {\displaystyle {\mathcal {T}}} halmazrendszer egytagú, és osztályfelbontása az {\displaystyle U} univerzumnak (ennyiben tehát a fenti fogalom egy specializációjáról lenne szó)
2. Emellett azonban az {\displaystyle {\mathcal {R}}} halmaz nem halmazelméleti, hanem logikai relációkat, azaz predikátumokat tartalmaz. Ezek tkp. speciális, egy kételemű halmazba képező függvények.

Azaz egy {\displaystyle \Xi :=\left({\mathcal {U}},\ {\mathcal {T}},\ {\mathcal {R}},\ {\mathcal {M}},\ {\mathcal {C}}\ \right)} ötelemű halmazrendszert többfajtájú (matematikai v. matematikai logikai) struktúrának nevezünk, ahol:
- {\displaystyle {\mathcal {U}}} (mint eddig) tetszőleges halmaz, az univerzum); egyéb korlátozásokat nem teszünk rá;
- {\displaystyle {\mathcal {T}}\subseteq {\mathcal {P}}\left({\mathcal {U}}\right)} az {\displaystyle {\mathcal {U}}} valamilyen partíciója, azaz az univerzumnak egy, lehetőleg véges {\displaystyle I} indexhalmaz feletti {\displaystyle {\mathcal {T}}:=\left\{\ {\mathcal {U}}_{i}\ {\mathcal {j}}\ i\in I\ \right\}} nemüres halmazokból álló, páronként diszjunkt, a tagokat egyesítve épp {\displaystyle {\mathcal {U}}} -t kiadó halmazrendszere; a {\displaystyle {\mathcal {T}}} rendszer elemeit, azaz {\displaystyle {\mathcal {U}}} osztályait az univerzumelemek fajtáinak (ang. tribe, sort) nevezzük;
- {\displaystyle {\mathcal {R}}} efölött értelmezett valahány (véges) változós relációk vagy predikátumok halmaza; ezen két dolgot is érthetünk:
  - vagy azt mondjuk, hogy {\displaystyle {\mathcal {R}}} minden {\displaystyle \rho \in {\mathcal {R}}} eleme egy {\displaystyle \rho \subseteq {\mathcal {U}}_{1}\times {\mathcal {U}}_{2}\times \dots {\mathcal {U}}_{n}} alakú részhalmaz (inhomogén n-változós reláció), ahol {\displaystyle n\in \mathbb {N} } csak a {\displaystyle \rho } -tól függő természetes szám lehet; a {\displaystyle \rho } reláció aritása vagy változószáma; jele {\displaystyle \alpha _{\rho }};
  - vagy pedig – a logikában ezt szoktuk tenni – a predikátum (logikai függvény, igazságfüggvény) fogalmára építünk. A {\displaystyle \rho \in {\mathcal {R}}} relációk karakterisztikus függvényeit, azaz az {\displaystyle \chi _{\rho }:} {\displaystyle :{\mathcal {U}}_{1}\times {\mathcal {U}}_{2}\times \dots \times {\mathcal {U}}_{\alpha _{\rho }}\mapsto \left\{0,1\right\};} {\displaystyle \ \forall x\in {\mathcal {U}}_{1}\times {\mathcal {U}}_{2}\times \dots {\mathcal {U}}_{\alpha _{\rho }}:\left(\chi _{\rho }(x)=1:\Leftrightarrow x\in \rho \right)} előírással definiált függvényeket (0, 1 itt felfoghatóak logikai értékeknek) predikátumoknak nevezzük. Tulajdonképp – informális szemléletben – a predikátumok a normális köznyelven vagy a matematika nyelvein tett eldönthető kijelentések, a relációk pedig épp ezek halmazelméleti modelljei. Matematikailag sincs köztük lényeges különbség, ezért hol predikátumokról, hol relációkról beszélünk (ha egyértelműsítésre van szükség, azt fogjuk külön jelezni); a logikában inkább a predikátumos kifejezésmódot használjuk (a halmazelméletben a relációsat).
  - A relációk és függvények közti különbség sem lényeges, minden n-változós függvény tkp. egy n+1-változós reláció; a megkülönböztetést inkább csak a tradíció indokolja; tehát felfogás kérdése, hogy {\displaystyle {\mathcal {R}}} -t úgy tekintjük-e, hogy az {\displaystyle \bigcup _{i=0}^{\mathcal {1}}{\mathcal {P}}\left(U_{1}\times U_{2}\times \dots \times U_{i}\right)} (relációk) vagy pedig {\displaystyle \bigcup _{i=0}^{\mathcal {1}}{\mathcal {P}}\left(\left(U_{1}\times U_{2}\times \dots \times U_{i}\right)^{\left\{0,1\right\}}\right)} (predikátumok) egy részhalmaza. Előbbi esetben karakterisztikus függvények képzésével az utóbbi esetre térhetünk át, utóbbi esetben pedig igazsághalmaz képzésével az előbbire. A logikában, mint már említettük, szokásos az utóbbi kifejezésmód, a matematika más területein viszont – hogy, hogy nem – az előbbi.
- {\displaystyle {\mathcal {M}}} nem más, mint {\displaystyle {\mathcal {U}}} feletti valahány változós és valamilyen fajtájú függvények egy halmaza, azaz {\displaystyle M} minden eleme egy {\displaystyle f:U_{t_{1}}\times U_{t_{2}}\times \dots \times U_{t_{n}}\mapsto {\mathcal {U}}_{n+1}} ahol az {\displaystyle n=\alpha _{f}\in \mathbb {N} } szám a függvény vagy művelet aritás'a; azaz változóinak száma;
- {\displaystyle {\mathcal {C}}\subseteq {\mathcal {U}}} az {\displaystyle {\mathcal {U}}} egy részhalmazam, mely bizonyos kitüntetett elemekből áll. Elemeit konstansoknak (vagy kitüntetett elemeknek) fogjuk nevezni.

Egy struktúrát és egy elsőrendű nyelvet kompatibilisnek nevezzük, ha szignatúrájuk „megegyezik”. Néha azt is szokás mondani, hogy modelljei egymásnak, ezt a kifejezést azonban mi más fogalomra tartjuk fenn.

## Főbb struktúratípusok
Ezeket csak felsoroljuk, részletesebben a relációs struktúra és algebrai struktúra cikkekben foglalkozunk velük.

### A fontosabb relációs struktúratípusok
- Rendezési struktúrák
  - Gráf
  - Előrendezett struktúra
  - Részben rendezett struktúra
  - Ciklikusan rendezett struktúra
  - Teljesen rendezett struktúra
  - Lánc (lineárisan rendezett struktúra)
  - Háló
- Ekvivalenciastruktúrák

### A fontosabb algebrai struktúratípusok
(„Egyműveletes” struktúrák)
- Grupoid
  - Félcsoport
  - Monoid
  - Kvázicsoport
- Csoport
  - Abel-csoport

(„Kétműveletes” struktúrák:)
- Félgyűrű
- Gyűrű
  - Integritástartomány
  - Euklideszi gyűrű
- Test
  - Ferdetest
  - Kommutatív test
- Háló
  - Boole-algebra

(Operátorstruktúrák)
- Operátorcsoport
- Modulus
- Vektortér vagy Lineáris tér;
- Algebra (más néven „Hiperkomplex rendszer”)

### A fontosabb topologikus struktúrák
- halmazalgebra vagy eseményalgebra
- szigma-algebra vagy mérhető tér
- Topologikus tér
  - Hausdorff-tér
- Szűrő (filter)
  - Ultraszűrő
- Uniform tér
  - metrikus tér

### Néhány fontos vegyes struktúratípus
- Topologikus csoport
- Rendezett gyűrű
- Rendezett test
  - Arkhimédeszi rendezett test
- Euklideszi (illeszkedési) tér
- Euklideszi (vektor)tér

### Nem klasszifikál(ha)t(ó) struktúratípusok
- Illeszkedési terek*
- Projektív illeszkedési terek
- Kombinatorikus struktúrák
  - Affin terek
  - Szimmetrikus struktúrák
  - Steiner-rendszerek
  - Sperner-rendszerek
  - Matroidok*
- Metrikus terek*

## Külső hivatkozások
- Struktúra definíciója a PlanetMath oldalán.